# 船谷圭祐
船谷圭祐（日语：／ Funatani Keisuke，1986年1月7日—），日本職業足球員，前日本20歲以下足球代表隊成員。現效力於日職球隊水戶蜀葵。

## 俱乐部生涯
2004年，船谷圭祐在磐田喜悅开始足球生涯。2008年转会至鳥栖砂岩，2012年转会至鳥栖砂岩，2013年转会至水戶蜀葵。

## 日本國家足球隊
船谷圭祐参加了2005年世界青年錦標賽。

## 外部連結
- （日語）J.League Data Site （页面存档备份，存于）